# Sistema scleronomo
Si definisce sistema scleronomo un sistema fisico i cui vincoli posizionali sono indipendenti dal tempo. Algebricamente lo si può definire in maniera formale tramite l'equazione {\displaystyle f_{k}(x^{i}A)=0}, che deve valere per qualsiasi {\displaystyle t} (riferimento temporale). Le {\displaystyle f_{k}} sono le {\displaystyle k}-equazioni che descrivono i vincoli del sistema.
Questa definizione è fondamentale per arrivare a comprendere il concetto di sistema olonomo, che è il pilastro in meccanica classica per la scrittura dell’equazione del moto di un sistema di punti a partire da una lagrangiana.